# 4 Armia Pancerna (III Rzesza)
4 Armia Pancerna (niem. 4. Panzerarmee) – niemiecka armia pancerna z okresu II wojny światowej.

## Formowanie i walki
Utworzona 17 lutego 1941 roku jako 4 Grupa Pancerna z dowództwa XVI Korpusu Armijnego. 

W momencie rozpoczęcia ataku na Związek Radziecki, czyli 22 czerwca 1941 roku, składała się z XXXXI Korpusu Armijnego (1 DPanc., 6 DPanc., 36 DZmot., 269 DP) i 
LVI Korpusu Pancernego (8 DPanc., 
3 DZmot., 290 DP oraz w rezerwie Dywizji SS "Totenkopf").
W styczniu 1942 roku nadano jej nazwę 4 Armii Pancernej. W grudniu 1942 brała udział w nieudanej próbie uwolnienia 6 Armii okrążonej pod Stalingradem. Od grudnia 1942 do stycznia 1943 roku zwana też Grupą Armijną Hotha. Toczyła ciężkie walki obronne nad Dońcem i Mjusem w styczniu i lutym 1943 osłaniając odwrót Niemców z Kaukazu i powstrzymując ofensywę Armii Czerwonej po bitwie stalingradzkiej. Wraz z II Korpusem Pancernym SS wyprowadziła kontruderzenie i odbiła Charków w marcu 1943. Walczyła pod Kurskiem w lipcu 1943, a następnie brała udział w walkach odwrotowych pod Charkowem, na linii Dniepru i pod Kijowem. W dalszej fazie wojny walczyła pod Chełmem, Lublinem i nad Wisłą, gdzie trzymała front do stycznia 1945.
Do odwrotu z linii Wisły została zmuszona przez Armię Czerwoną, która 12 stycznia 1945 roku rozpoczęła operację wiślańsko-odrzańską. Wycofała się z Polski nad Odrę, gdzie wzięła jeszcze udział w walkach pod Zgorzelcem. Wojnę zakończyła nad Łabą.
Podporządkowana kolejno Grupom Armii B, C, Północ, Środek, Południe, B, Don, Południe, Północna Ukraina, A. Środek.

## Dowództwo armii
Dowódcy:
- gen. płk Erich Höpner (styczeń 1941 – styczeń 1942)
- gen. płk Richard Ruoff (styczeń – maj 1942)
- gen. płk Hermann Hoth (maj 1942 – listopad 1943)
- gen. płk Erhard Raus (listopad 1943 – maj 1944)
- gen. wojsk panc. Walther Nehring (czerwiec – sierpień 1944)
- gen. wojsk panc. Hermann Balck (sierpień – wrzesień 1944)
- gen. wojsk panc. Fritz-Hubert Gräser (wrzesień 1944 – maj 1945)[3]

Szefowie sztabów:
- płk Wilhelm Knüppel[4]

## Struktura organizacyjna
Jednostki armijne (m.in. 4 armijny pułk łączności)
Skład w październiku 1941:
- XII Korpus Armijny
  - 31 Dywizja Piechoty
  - 34 Dywizja Piechoty
  - 98 Dywizja Piechoty
- XL Korpus Zmotoryzowany
  - 2 Dywizja Pancerna
  - 10 Dywizja Pancerna
  - 258 Dywizja Piechoty
- XLVI Korpus Zmotoryzowany
  - 5 Dywizja Pancerna
  - 11 Dywizja Pancerna
  - 252 Dywizja Piechoty
- LVII Korpus Pancerny
  - Dywizja Piechoty Zmotoryzowanej SS „Das Reich”
  - 3 Dywizja Piechoty Zmotoryzowanej
  - 19 Dywizja Pancerna
  - 20 Dywizja Pancerna

Skład w kwietniu 1942:
- V Korpus Armijny
- IX Korpus Armijny
- VII Korpus Armijny
- XX Korpus Armijny

Skład w październiku 1944:
- LVI Korpus Armijny
- XXXXII Korpus Armijny
- XXXXVIII Korpus Armijny
- XXIV Korpus Pancerny
  - 501 batalion czołgów ciężkich[6]

Skład w kwietniu 1945: 
- V Korpus Armijny
- LVII Korpus Pancerny
- Grupa Korpuśna Moser
  - 193 Dywizja Zapasowa
  - 404 Dywizja Zapasowa
  - 464 Dywizja Zapasowa
- 20 Dywizja Pancerna
- 21 Dywizja Pancerna
- Dywizja Ochrony Führera
- 1 Dywizja Pancerno-Spadochronowa Hermann Göring